# Xã đặc quyền Bridgeport, Michigan
Xã Bridgeport (tiếng Anh: Bridgeport Township) là một xã thuộc quận Saginaw, tiểu bang Michigan, Hoa Kỳ. Năm 2010, dân số của xã này là 10.514 người.